# مايكل مكارثي (دراج)
مايكل مكارثي (بالإنجليزية: Michael McCarthy)‏ مواليد 26 يونيو 1968 في بروكلين، الولايات المتحدة، كان دراج أمريكي سابق في صنف سباق الدراجات على المضمار. سبق أن شارك في دورة الألعاب الأولمبية الصيفية وفاز بميدالية أولمبية. حقق أيضا ميدالية في دورة ألعاب الكومنولث.

## سجل النتائج

### سباقات أو مراحل فاز بها
- طواف فرنسا
- طواف إسبانيا
- طواف سويسرا
- طواف إيطاليا

## الميداليات
| الميدالية | المسابقة                               |
| --------- | -------------------------------------- |
| ذهبية     | بطولة العالم للدراجات على المضمار 1992 |
| ذهبية     | دورة الألعاب الأمريكية 1987            |

## روابط خارجية
- مايكل مكارثي على موقع أرشيف الدراجات (الإنجليزية)
- مايكل مكارثي على موقع إحصائيات الدراجات الإحترافية (الإنجليزية)
- مايكل مكارثي على موقع أوليمبيديا (الإنجليزية)